# Apolo 1
Apolo 1 (inicialmente designado AS-204) fue la primera misión tripulada del programa espacial estadounidense conocido como Programa Apolo, cuyo objetivo final consistía en lograr un alunizaje tripulado sobre la Luna.
La prueba orbital planeada en órbita baja terrestre del Módulo de Mando y Servicio de Apolo no llegó a cumplir la fecha de lanzamiento prevista para el 21 de febrero de 1967, ya que el 27 de enero de ese año, en la plataforma 34 de la estación de la Fuerza Aérea de Cabo Cañaveral, un incendio en la cabina durante una prueba acabó con la vida de los tres tripulantes: el comandante Virgil I. "Gus" Grissom, el piloto del módulo de mando Edward H. White II y el piloto del módulo lunar Roger B. Chaffee, destruyendo también el módulo de mando (CM). El nombre Apolo 1, elegido por la tripulación, fue hecho oficial por la NASA en su honor el 24 de abril de 1967. Durante la investigación, un documento interno de la NASA citando problemas con el contratista principal del Apolo, North American Aviation, fue revelado públicamente por el entonces senador estadounidense Walter F. Mondale, y llegó a ser conocido como el "Informe Phillips". El avergonzado administrador de la NASA, James E. Webb, que desconocía la existencia del documento, dio inicio a la controversia con el programa Apolo. A pesar del descontento en el congreso estadounidense por la falta de transparencia de la NASA, los dos comités dictaminaron que las cuestiones planteadas en el informe no tenían nada que ver con el accidente, por lo que la NASA pudo continuar con el programa.
Aunque el origen de la fuente que provocó el incendio no pudo ser determinada de manera concluyente, las muertes de los astronautas se atribuyeron a una amplia gama de defectos de diseño y construcción con materiales letales en el módulo de mando del Apolo. Los vuelos tripulados Apolo quedaron suspendidos durante 20 meses mientras se corregían los problemas encontrados. El vehículo de lanzamiento Saturno IB, SA-204, previsto para su uso en esta misión, se utilizó más tarde para el primer vuelo de prueba no tripulado del módulo lunar (LM), misión denominada Apolo 5. La primera misión tripulada con éxito del programa Apolo fue volada por la tripulación de reserva del Apolo 1, el Apolo 7, en octubre de 1968.

## Tripulación

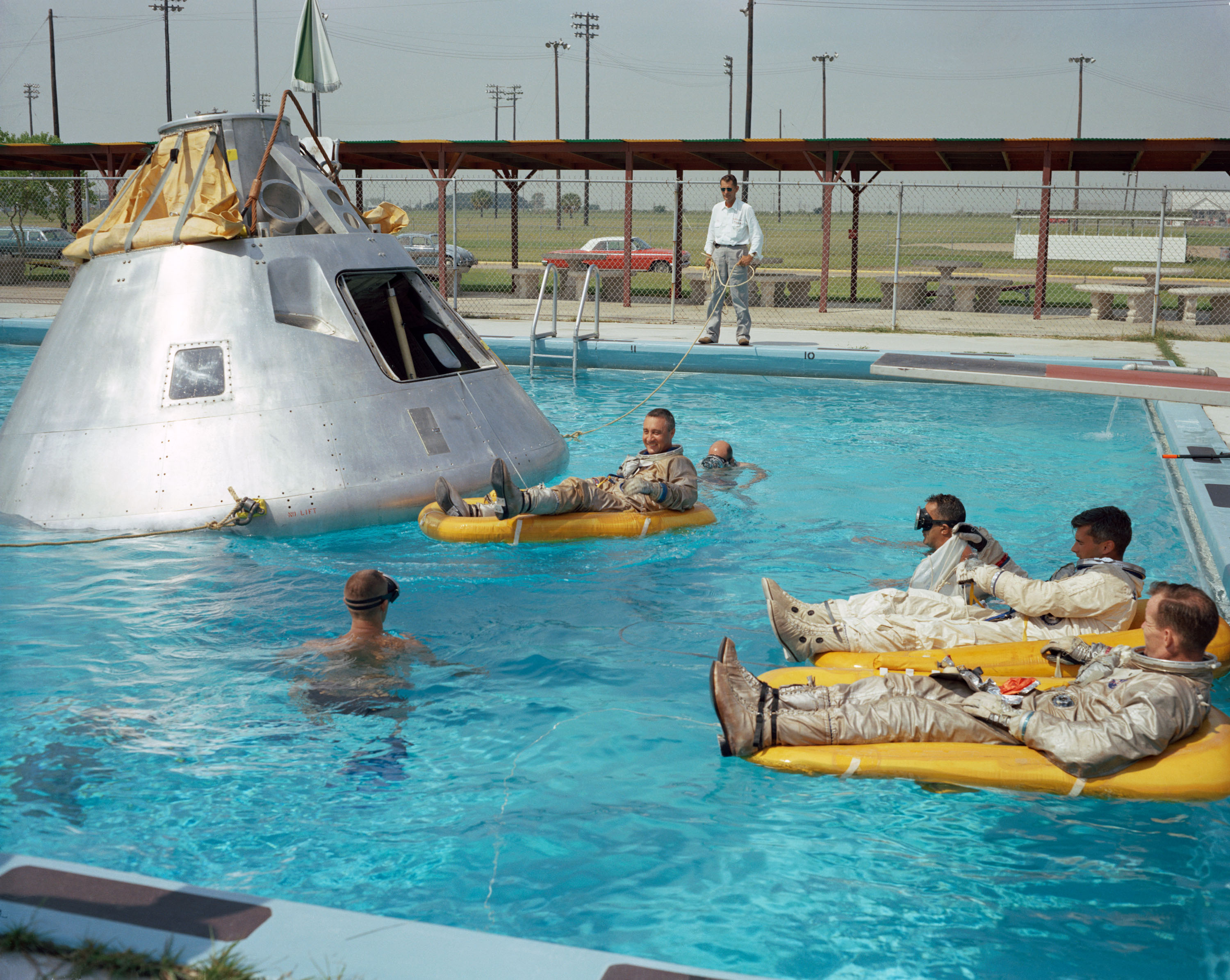
Grissom, Chaffee y White durante unas pruebas de salida de la cápsula Apolo, en junio de 1966.

| Puesto               | Astronauta                                 | Astronauta                                 |
| -------------------- | ------------------------------------------ | ------------------------------------------ |
| Piloto Comandante    | Virgil I. "Gus" Grissom, NASA Tercer vuelo | Virgil I. "Gus" Grissom, NASA Tercer vuelo |
| Piloto de Alto Nivel | Edward H. White II, NASA Segundo vuelo     | Edward H. White II, NASA Segundo vuelo     |
| Piloto               | Roger B. Chaffee, NASA Primer vuelo        | Roger B. Chaffee, NASA Primer vuelo        |
| [ 4 ]                |                                            |                                            |

### Primera Tripulación de Respaldo o Reserva (abril-diciembre de 1966)
| Puesto                               | Astronauta                                        | Astronauta                                        |
| ------------------------------------ | ------------------------------------------------- | ------------------------------------------------- |
| Piloto Comandante                    | James A. McDivitt, NASA Segundo vuelo             | James A. McDivitt, NASA Segundo vuelo             |
| Piloto de Alto Nivel                 | David Scott, NASA Segundo vuelo                   | David Scott, NASA Segundo vuelo                   |
| Piloto                               | Russell L. "Rusty" Schweickart, NASA Primer vuelo | Russell L. "Rusty" Schweickart, NASA Primer vuelo |
| Esta tripulación voló en el Apolo 9. |                                                   |                                                   |

### Segunda Tripulación de Respaldo (diciembre de 1966-enero de 1967)
| Puesto                               | Astronauta                                   | Astronauta                                   |
| ------------------------------------ | -------------------------------------------- | -------------------------------------------- |
| Piloto Comandante                    | Walter M. "Wally" Schirra, NASA Tercer vuelo | Walter M. "Wally" Schirra, NASA Tercer vuelo |
| Piloto de Alto Nivel                 | Donn F. Eisele, NASA Primer vuelo            | Donn F. Eisele, NASA Primer vuelo            |
| Piloto                               | R. Walter Cunningham, NASA Primer vuelo      | R. Walter Cunningham, NASA Primer vuelo      |
| Esta tripulación voló en el Apolo 7. |                                              |                                              |

## Antecedentes de la misión

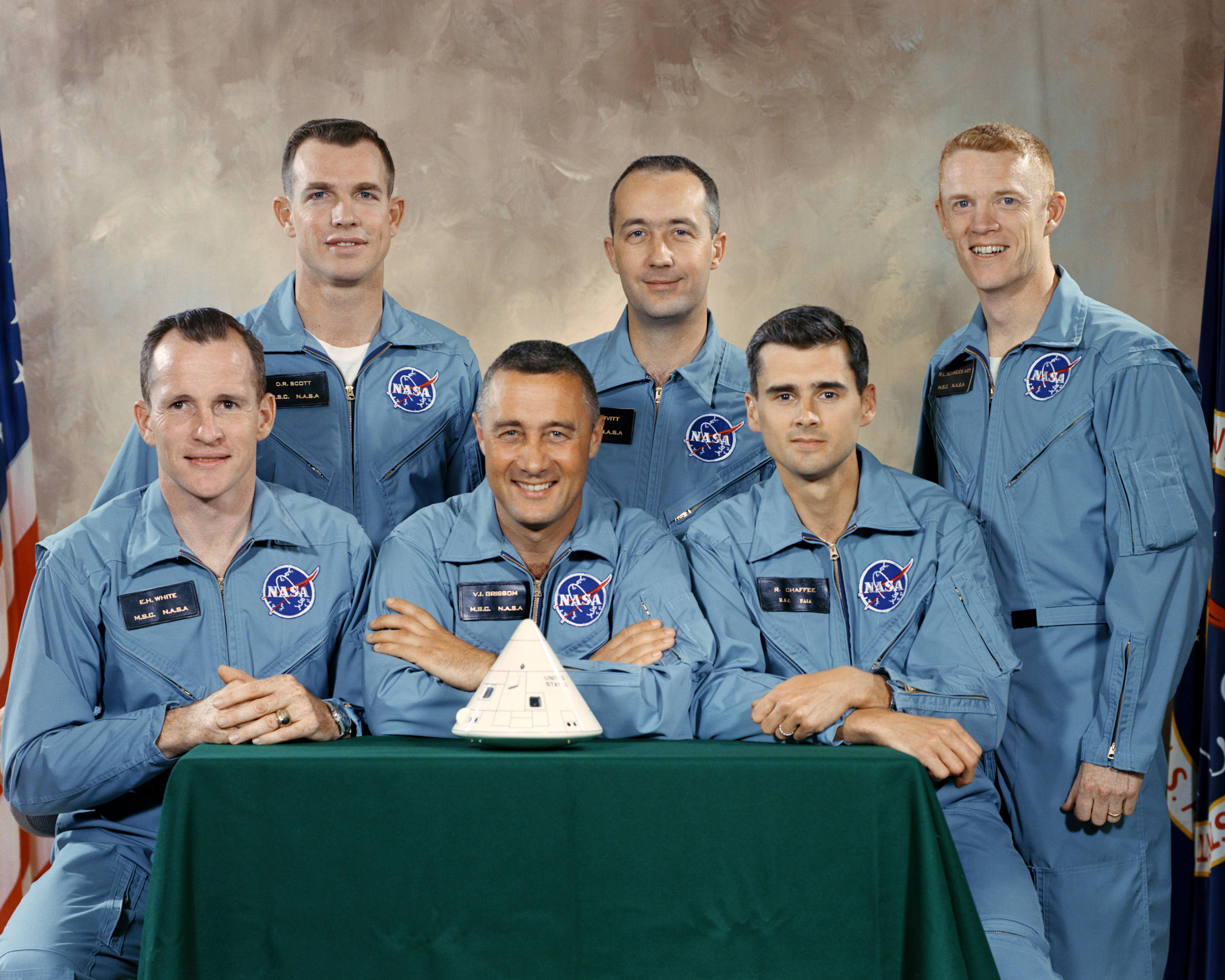
Retrato oficial de las tripulaciones principales y de respaldo para AS-204, a partir del 1 de abril de 1966. La tripulación de reserva (de pie) de McDivitt (centro), Scott (izquierda) y Schweickart fueron reemplazados por Schirra, Eisele y Cunningham en diciembre de 1966.

AS-204 iba a ser el primer vuelo de prueba tripulado del Módulo de Mando y Servicio de Apolo del Apolo en la órbita de la Tierra, lanzado en un cohete Saturno IB. El vehículo de lanzamiento y la misión AS-204 iba a poner a prueba las operaciones de lanzamiento, el seguimiento de terreno y las instalaciones de control y el funcionamiento de la plataforma de lanzamiento Apolo-Saturno y habría durado hasta dos semanas, dependiendo del desempeño de la nave espacial durante la misión.
El módulo de mando y servicio (CSM) para este vuelo, número 012 construido por North American Aviation (NAA), era una versión denominada Bloque I, diseñada antes de que la estrategia de cita y encuentro en la órbita lunar (LOR, por sus siglas en inglés) fueran elegidos como método de alunizaje; por lo tanto, carecía de la capacidad de acoplamiento con el módulo lunar. Este fue incorporado en el diseño del denominado Bloque II, junto con la experiencia adquirida en el Bloque I. El vuelo del Bloque II sería usado en ensayos de vuelo con el módulo lunar (LM) cuando este estuviera listo, y posteriormente sería utilizado en los vuelos de aterrizaje de la Luna.

Deke Slayton, el astronauta del programa Mercury que se quedó en tierra por razones médicas y se convirtió en director de operaciones de tripulaciones de vuelo, seleccionó la primera tripulación del Apolo en enero de 1966, con Grissom como comandante, White como piloto sénior y el novato Donn F. Eisele como piloto. Pero Eisele se dislocó el hombro dos veces a bordo del avión de entrenamiento de ingravidez KC135 (apodado "el cometa vómito"), y tuvo que someterse a una cirugía el 27 de enero. Slayton lo reemplazó con Chaffee, y la NASA anunció la selección de la tripulación el 21 de marzo de 1966. James McDivitt, David Scott y Russell Schweickart fueron nombrados como tripulación de reserva. El 29 de septiembre, Walter Schirra, Don Eisele y Walter Cunningham fueron nombrados como tripulación principal para un segundo vuelo del módulo de mando/servicio del Bloque I, AS-205. La NASA decidió seguir con esto con un vuelo de prueba sin tripulación del módulo lunar (AS-206), entonces la tercera misión tripulada sería un doble vuelo designado AS-278 (o AS-207/208), en el que la AS-207, que lanzaría la primera misión tripulada del módulo de mando/servicio del Bloque II, luego se reuniría con el adaptador y con el módulo lunar no tripulado que lanzaría la AS-208. En marzo, la NASA estaba estudiando la posibilidad de volar la primera misión Apolo como un encuentro espacial en conjunto con la última misión del programa Gemini: Gemini 12, en noviembre de 1966. Pero en mayo, los retrasos en el programa Apolo y el tiempo adicional necesario para incorporar la compatibilidad con el Gemini, lo hacían poco práctico. Esto se convirtió en irrelevante cuando la preparación de la nave espacial AS-204 causó que en el último trimestre de 1966 la "ventana" de lanzamiento se perdiera, y que la misión fuera reprogramada para el 21 de febrero de 1967. A Grissom se le permitió mantener su nave en órbita por un total de 14 días, si había alguna manera de hacerlo.

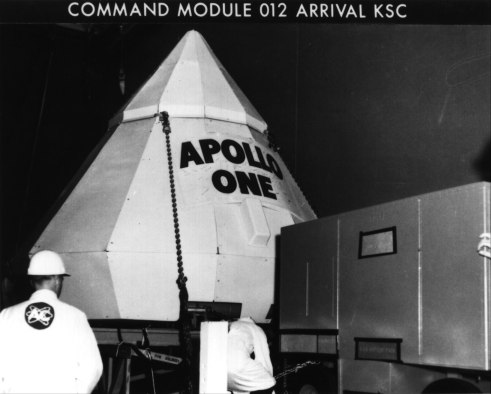
El módulo de mando 012, etiquetado Apolo Uno, llega al Centro Espacial Kennedy el 26 de agosto de 1966.

Un artículo de prensa publicado el 4 de agosto de 1966, se refiere al vuelo como "Apolo 1". La nave 012 llegó al Centro Espacial Kennedy el 26 de agosto, con la etiqueta "Apolo Uno" por North American Aviation en su cobertura de embalaje.
En octubre de 1966, la NASA anunció que el vuelo llevaría una pequeña cámara de televisión para la emisión en directo desde el módulo de mando. La cámara también se utilizaría para permitir que los controladores de vuelo inspeccionaran en tiempo real el panel de instrumentos de la nave en vuelo. Las cámaras de televisión se llevaron a bordo de todas las misiones Apolo tripuladas.

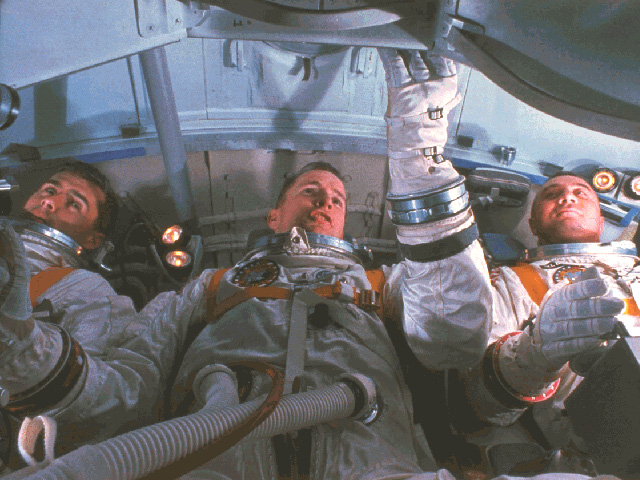
Chaffee, White, y Grissom entrenando en un simulador de su cabina del módulo de mando, 19 de enero de 1967.

Para diciembre de 1966, el segundo vuelo del Bloque I, la misión AS-205 fue cancelada y considerada como innecesaria; y Schirra, Eisele y Cunningham fueron reasignados como el equipo de reserva para la tripulación del Apolo 1. McDivitt ahora fue ascendido al primer equipo de la misión Bloque II / LM, re-designado AS-258 debido a que el vehículo de lanzamiento AS-205 se utilizaría en su lugar de la AS-207. Una tercera misión tripulada fue planeada para lanzar el CSM y LM juntos en un Saturno V (AS-503) a una órbita terrestre media elíptica (MEO), a ser tripuladas por Frank Borman, Michael Collins y William Anders. McDivitt, Scott y Schweickart habían comenzado su formación para AS-258 en el CM-101 en la planta de North American Aviation en Downey, California, cuando se produjo el accidente de Apolo 1.

### Insignia de la misión

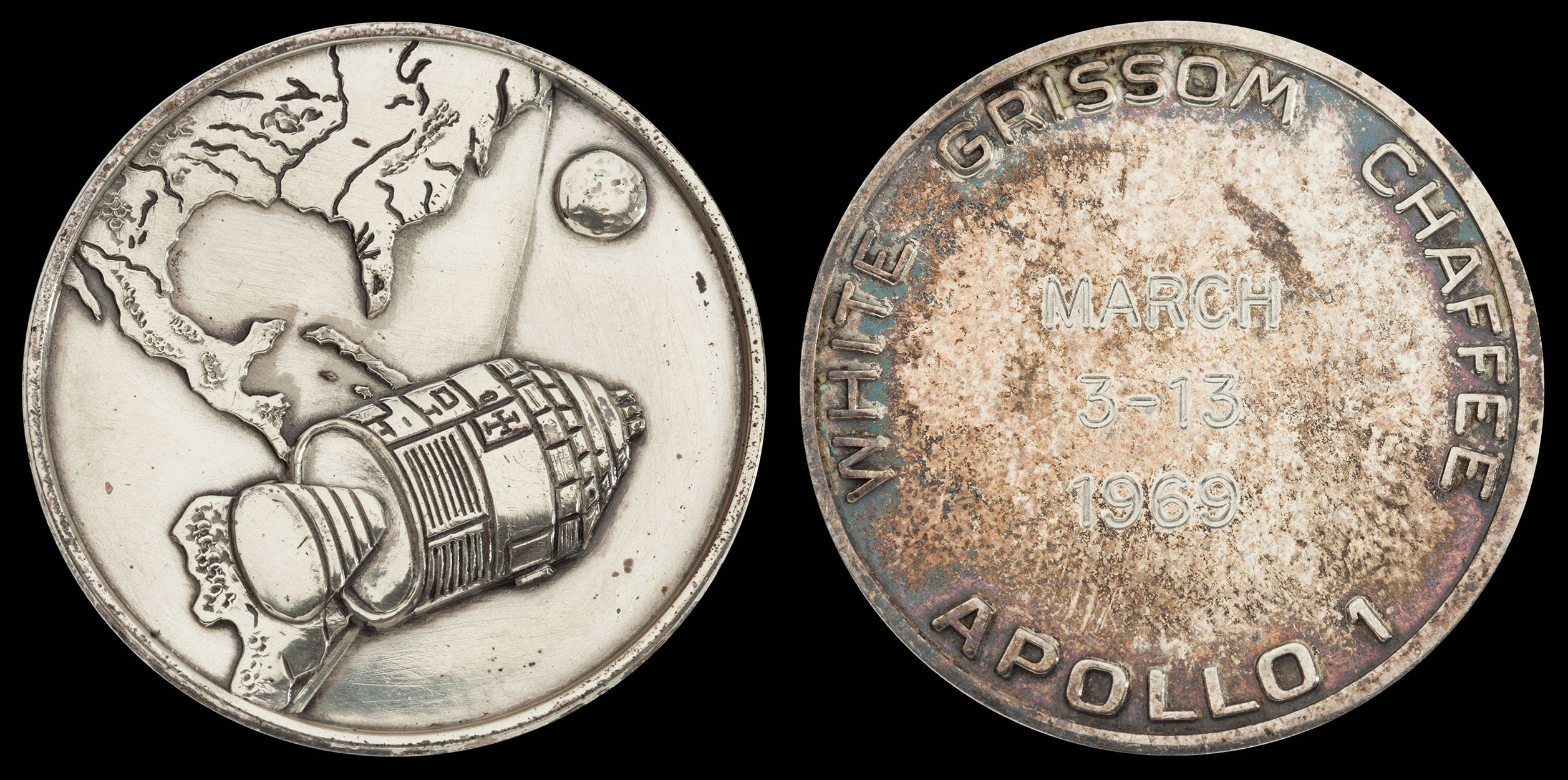
Medallón Apolo 1 Fliteline (más tarde voló en el Apolo 9 por Jim McDivitt).

El equipo de Grissom recibió la aprobación en junio de 1966 para diseñar un parche de la misión con el nombre de Apolo 1. El centro de diseño representa el módulo de mando y servicio volando sobre el sureste de Estados Unidos con la Florida (el punto de lanzamiento) prominente. La Luna se ve en la distancia, destino simbólico de la meta final del programa. Un borde amarillo lleva el nombre de la misión y los astronautas con otro borde con barras y estrellas, adornado en oro. La insignia fue diseñada por el la tripulación con la colaboración del empleado de North American Aviation, Allen Stevens.

### Problemas de la nave espacial

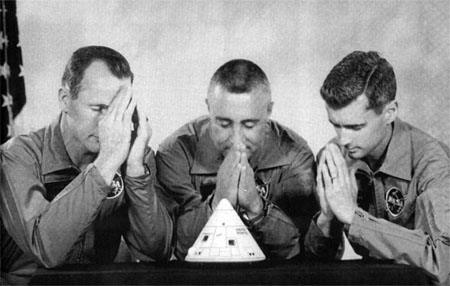
La tripulación del Apolo 1 expresó sus preocupaciones acerca de los problemas de su nave espacial mediante la presentación de esta parodia de su retrato oficial de la tripulación al Gerente de la Oficina del Programa Nave Espacial Apolo (ASPO), Joseph Shea, el 19 de agosto de 1966.

La nave espacial Apolo, el módulo de mando/servicio, era mucho más grande y mucho más compleja que cualquier diseño de nave espacial construido y usado previamente. En octubre de 1963, Joseph F. Shea fue nombrado gerente de la Oficina del Programa de la Nave Espacial Apolo (ASPO, por sus siglas en inglés), responsable de la gestión del diseño y la construcción, tanto del CSM y el LM (módulo lunar). En una reunión de revisión de la nave espacial celebrada con Shea el 19 de agosto de 1966, la tripulación expresó su preocupación por la cantidad de material inflamable en la cabina (principalmente red de nailon y velcro), a lo que los técnicos encontraron conveniente para anclar herramientas y equipos en su lugar en la ingravidez del espacio. Aunque Shea dio la nave una calificación aprobatoria, después de la reunión, la tripulación obsequió a Shea un retrato de todos en actitud y manos juntas en oración con la inscripción:
"No es que no confiamos en ti, Joe, pero esta vez hemos decidido ir por encima de tu cabeza".
Shea dio órdenes al personal de North American Aviation para eliminar los materiales inflamables de la cabina, pero no supervisó el asunto personalmente.
North American Aviation envió la nave espacial CM-012 al Centro Espacial Kennedy el 26 de agosto de 1966 bajo un certificado condicional de vuelo: 113 importantes cambios de ingeniería incompletos previstos tuvieron que ser completados en el KSC. Pero eso no fue todo: 623 órdenes de cambio de ingeniería adicionales se realizaron y terminaron después de la entrega. Grissom se frustró tanto con la incapacidad de los ingenieros de simuladores de entrenamiento para mantenerse al día con los cambios realizados en la nave espacial, que tomó un limón de un árbol cerca de su casa y lo colgó en el simulador en señal de protesta.
Los módulos de mando y servicio se acoplaron en la cámara de altitud del KSC en septiembre y se realizó la prueba del sistema combinado. Se realizó la prueba altitud primero en un ambiente no tripulado; a continuación, tanto con el primer y equipos de respaldo, del 10 de octubre a diciembre 30. Durante esta prueba, la unidad de control ambiental (ECU, por sus siglas en inglés) en el módulo de mando se encontró que tenía un defecto de diseño, y fue enviado de vuelta al fabricante para los cambios de diseño y actualización. La unidad devuelta ECU tuvo una filtración de refrigerante de agua/glicol, y tuvo que ser devuelta por segunda vez para su reparación. También durante este tiempo, un tanque de propelente en el módulo de servicio 017 se había roto durante las pruebas en North American Aviation, lo que provocó la separación de los módulos y la eliminación de la cámara, de modo que el módulo de servicio podría ponerse a prueba en busca de signos del problema del tanque. Estas pruebas fueron negativas, y una vez que todos los problemas de hardware pendientes se resolvieron, la nave espacial fue montada y finalmente completaron una prueba de altitud éxito con tripulación de reserva de Schirra.
De acuerdo con el informe final de la junta de investigación de accidentes, "En el post-prueba la tripulación de vuelo de respaldo expresaron su satisfacción por el estado y el rendimiento de la nave espacial". Esto parece contradecir el relato en "Luna Perdida: El peligroso viaje del Apolo 13" por Jeffrey Kluger y el astronauta James Lovell, que "Cuando el trío salió de la nave... Schirra dejó claro que no estaba contento con lo que había visto", y que más tarde se advirtió a Grissom y Shea que "no hay nada malo con esta nave que pueda señalar, pero simplemente me resulta incómodo. Algo simplemente no suena bien", y que Grissom y su tripulación debían salir de inmediato a la primera señal de problemas.
Después de las pruebas de altitud con éxito, la nave espacial fue retirada de la cámara de altitud el 3 de enero de 1967, y acoplada a su vehículo de lanzamiento Saturno IB en la plataforma 34, el 6 de enero.

Usted me ha puesto a pensar. Siempre hay una posibilidad de que pueda haber un fallo catastrófico, por supuesto; esto puede suceder en cualquier vuelo; puede suceder en el último, así como el primero. Así, sólo se piensa en hacer lo mejor que se pueda para cuidarse de todas estas eventualidades, y si tienes un equipo bien entrenado, te vas a volar.
Gus Grissom, en una entrevista en diciembre de 1966

## Accidente

### Prueba "desconectada"

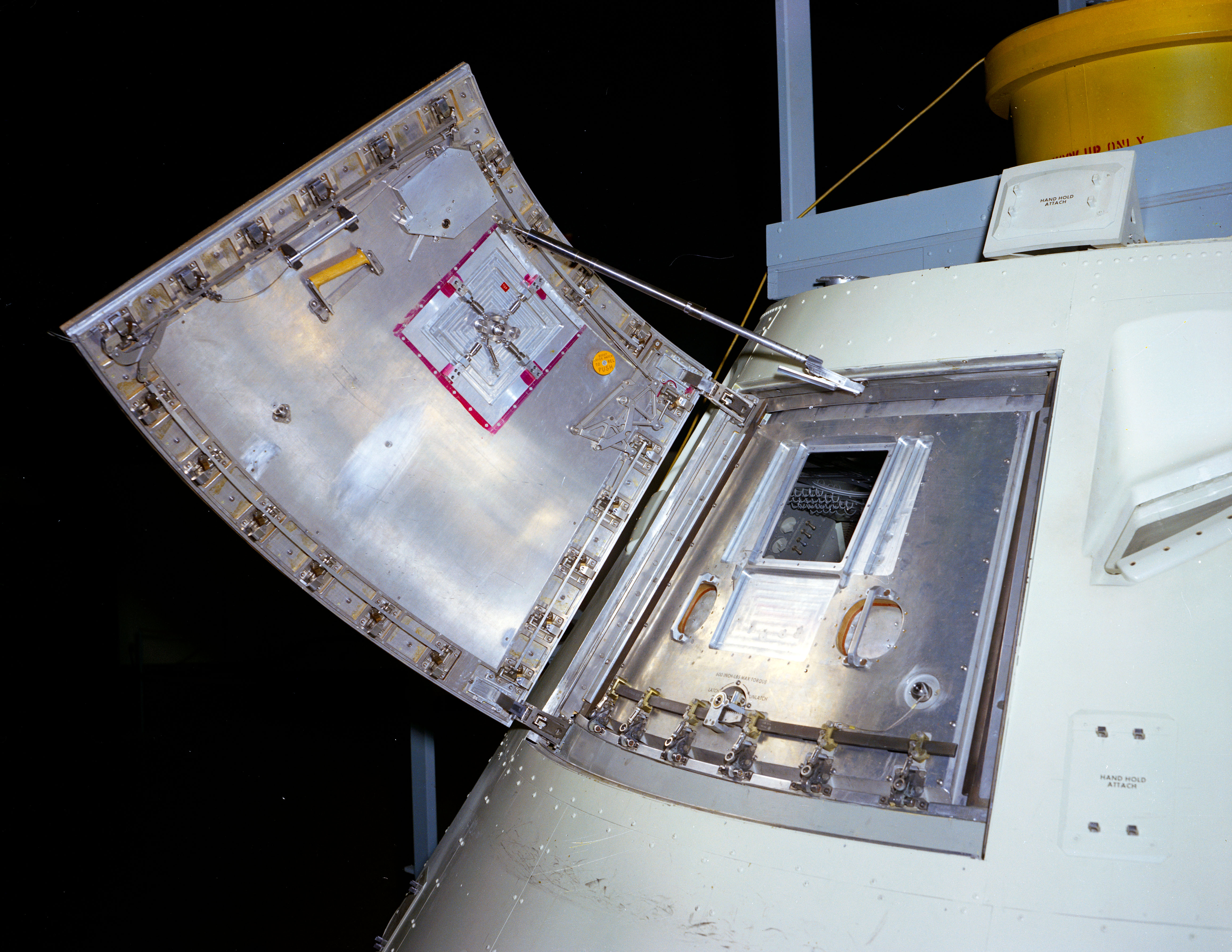
La escotilla del Bloque I usada en la nave Apolo 1 consistía de dos piezas y requería que la presión dentro de la cabina no fuera más alta que la atmosférica, a fin de abrirla. La tercera capa exterior, la cubierta térmica protectora de la escotilla durante el lanzamiento, no se muestra en la imagen.

La simulación de lanzamiento el 27 de enero de 1967, en la plataforma 34, era una prueba denominada "desconectada" para determinar si la nave espacial operaría nominalmente (simulado) con su propia alimentación interna, mientras se desconectaban todos los cables y umbilicales de alimentación externa. La superación de esta prueba era esencial para la fecha de lanzamiento el 21 de febrero. La prueba se consideró no peligrosa, porque ni el vehículo de lanzamiento ni la nave espacial fueron cargadas con combustible o propelentes criogénicos, y todos los sistemas pirotécnicos fueron desactivados.
A las 1:00 p. m., hora del este (1800 GMT) del 27 de enero, primero Grissom, después Chaffee y luego White entraron en el módulo de mando a la presión atmosférica adecuada, y fueron atados a sus asientos y conectados a los sistemas de oxígeno y comunicación de la nave espacial. Hubo un problema de inmediato: Grissom notó un olor extraño en el aire que circulaba a través de su traje, que comparó con "suero de leche agria", y la cuenta regresiva simulada se detuvo a las 13:20 p. m., mientras que se tomaron muestras de aire. Ninguna causa del olor se pudo encontrar, y la cuenta atrás se reanudaría a las 14:42. Durante la investigación del accidente se determinó que este olor no estaba relacionado de alguna manera con el fuego.
Tres minutos después se reanudó el recuento y se inició la instalación de la escotilla. La misma se componía de tres partes: una escotilla interior extraíble, que se mantuvo dentro de la cabina; una escotilla exterior con bisagras, que formaba parte del escudo térmico protector de la nave, y una tapa de escotilla exterior, que era parte de la cubierta de impulso protectora que envuelve todo el módulo de mando para protegerlo del calentamiento aerodinámico durante el lanzamiento, e igualmente lo protege de las llamas del cohete de escape de lanzamiento en caso de un aborto de lanzamiento. La cubierta de impulso de la escotilla fue parcialmente, pero no totalmente trabada en su lugar, ya que la cubierta de impulso protectora  flexible fue ligeramente distorsionada para permitir el paso de algunos cables para deslizarlos por debajo de ella para proporcionar la energía interna simulada. Reactivos de pila de combustible de la nave no se cargaron para esta prueba. Después se sellaron las escotillas, y el aire en la cabina se reemplazó con oxígeno puro a 16,7 psi (1.150 hPa), 2 psi (140 hPa) superior a la presión atmosférica.
Otros problemas incluyeron episodios de alto flujo de oxígeno a los trajes espaciales, lo que disparó una alarma. La causa probable se atribuyó a los movimientos de los astronautas, que fueron detectados por el sistema giroscópico inercial y de orientación de la nave y el micrófono atascado de Grissom. El micrófono abierto era parte del tercer gran problema, con el bucle de comunicaciones que conectaba a la tripulación, las operaciones y la sala de control dentro del complejo de lanzamiento. Los problemas llevaron a Grissom a la siguiente observación: "¿Cómo vamos a llegar a la Luna si no podemos hablar entre dos o tres edificios?". La cuenta atrás simulada se reanudó a las 17:40, mientras se hicieron intentos para solucionar el problema. Todas las funciones de cuenta atrás hasta la transferencia de energía interna simulada se habían completado con éxito a las 18:20, pero a las 18:30 permaneció en espera a T menos 10 minutos.

### Fuego

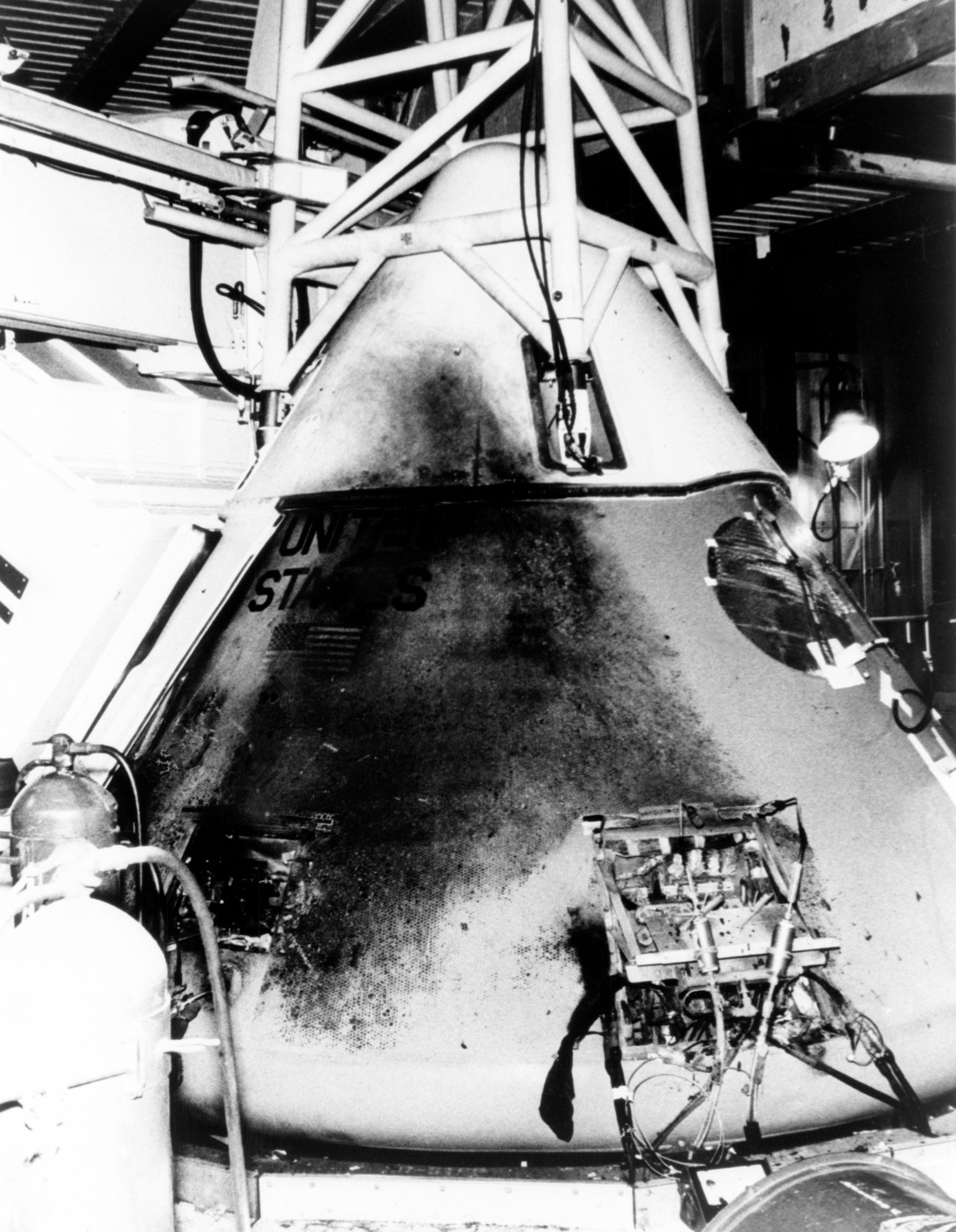
El exterior del módulo de mando del Apolo 1 ennegrecido por la erupción del fuego debido al fallo de la cubierta de la cabina.

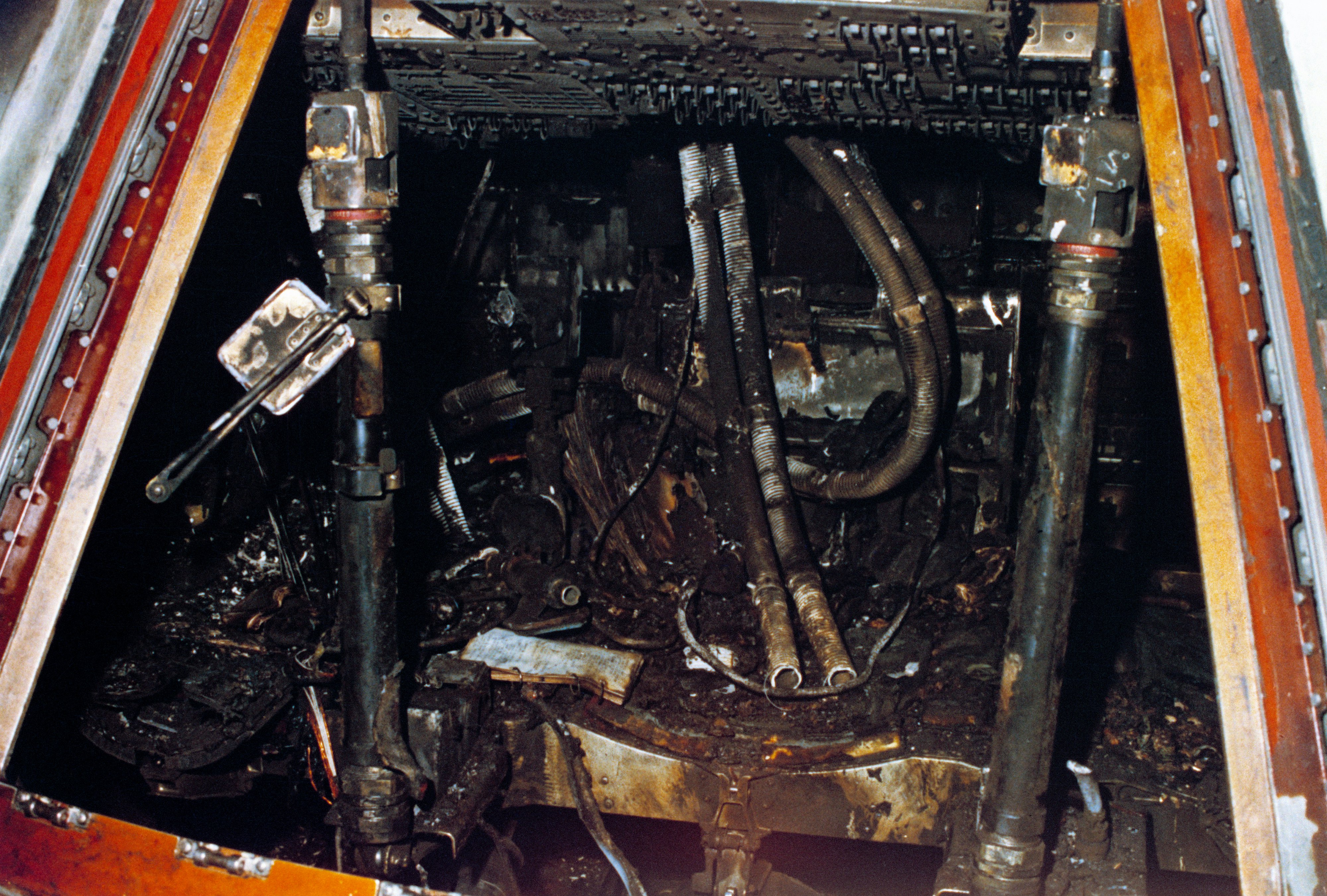
Los restos calcinados del interior de la cabina del Apolo 1.

Los miembros de la tripulación, durante el tiempo de la prueba, revisaban su lista de comprobaciones, cuando un corto transitorio de tensión se registró a las 06:30:54 (23:30:54 GMT). Diez segundos más tarde (a las 6:31:04), Chaffee exclamó "¡Hey!", seguido por sonidos de forcejeo durante dos segundos. White informó entonces, "¡Tenemos un incendio en la cabina!". Algunos testigos dijeron que vieron a White en los monitores de televisión tratando de alcanzar la manija de liberación de la compuerta interior, y cómo las llamas se propagaban en la cabina de izquierda a derecha. Se cree que la transmisión de voz final podría haber venido de Chaffee. Seis segundos después del informe de White sobre el fuego en la cabina, una voz gritó: "¡Hay un terrible fuego!". El sonido de la ruptura del casco de la nave espacial se escuchó inmediatamente después, seguido de "¡Me estoy quemando!" y un grito de pánico. La transmisión entonces terminó de manera abrupta en 6:31:21, a tan sólo 15 segundos después de que se escuchara el primer informe de fuego.
La intensidad del fuego, alimentado por oxígeno puro, causó que la presión aumentara en 15 segundos a 29 psi (2000 hPa), lo que rompió la pared interior del módulo de mando (fase inicial del fuego). Luego las llamas y gases corrieron fuera del módulo de mando a través de los paneles de acceso abiertos a dos niveles de la estructura de servicio. El intenso calor, el humo denso y máscaras de gas ineficaces diseñadas para gases tóxicos en lugar de humo pesado obstaculizaron los intentos del personal de tierra para rescatar a los hombres. Se temía que el módulo de mando explotase, o que pronto lo hiciera, y que el fuego podría encender el cohete de combustible sólido en la torre de escape de lanzamiento por encima del módulo de mando, lo que habría matado probablemente al personal de tierra más cercano y posiblemente destruido la plataforma de lanzamiento.
Cuando la presión se liberó por la ruptura de la cabina, la convección de aire hizo que las llamas se propagaran a través de la misma, dando comienzo a la segunda fase del incendio. La tercera fase comenzó cuando la mayor parte del oxígeno se consumió y se reemplazó con el aire atmosférico y las labores de extinción se llevaron a cabo a fin de no producir grandes cantidades de humo, polvo y vapores que envolvieran la cabina.
Fueron necesarios cinco minutos para que los trabajadores de la plataforma de lanzamiento abrieran las tres capas de la escotilla, y no podían dejar caer la compuerta interior del piso de la cabina según lo previsto, por lo que la empujaron a un lado. Aunque las luces de la cabina permanecían encendidas, en un principio no pudieron encontrar a los astronautas a través del denso humo. Cuando el humo se disipó, encontraron los cuerpos, pero no fueron capaces de extraerlos. El fuego había derretido en parte los trajes espaciales de nailon y las mangueras de conexión al sistema de soporte de vida de Grissom y White. Grissom se había quitado sus correas de fijación y yacía en el suelo de la nave espacial. Las correas de fijación de White se habían quemado, y él se encontraba tumbado de lado, justo debajo de la escotilla. Se determinó que había tratado de abrir la escotilla a través del procedimiento de emergencia, pero no fue capaz de hacerlo en contra de la gran presión interna generada por las llamas. Chaffee fue encontrado con su mano derecha atada al asiento, siguiendo el procedimiento para mantener la comunicación hasta que White abriera la escotilla. Debido a las grandes cadenas de nailon fundido que habían fusionado a los astronautas con el interior de la cabina, la extracción de los cuerpos llevó cerca de 90 minutos.

## Investigación
Como resultado del fallo en vuelo de la misión Gemini 8, el 17 de marzo de 1966, el administrador adjunto de la NASA, Robert Seamans, escribió e implementó la gestión 8.621 el 14 de abril de 1966, definiéndola como misión fracasada ante la política de investigación y procedimientos. Esto modificó los procedimientos de accidentes existentes de la NASA, sobre la base de la investigación de accidentes de aeronaves militares, dando al sub administrador la opción de llevar a cabo investigaciones independientes de las misiones fallidas, más allá de aquellas para las que los diversos funcionarios de la Oficina del Programa eran normalmente responsables. Declaró: "Es política de la NASA para investigar y documentar las causas de todos los grandes fracasos de la misión que se producen en la conducta de su espacio y de las actividades aeronáuticas y tomar las acciones correctivas apropiadas como resultado de las conclusiones y recomendaciones."
Inmediatamente después del incendio del Apolo 1, para evitar un conflicto de intereses, el Administrador de la NASA James E. Webb se dirigió al presidente Lyndon B. Johnson a fin de que le permitiera a la NASA manejar la investigación de acuerdo a sus procedimientos establecidos, con la promesa de ser veraz en la evaluación de las responsabilidades y mantener apropiadamente informados a los líderes del Congreso. De acuerdo con la biografía de James Webb (del sitio oficial de la NASA):
"... Webb acudió al presidente Lyndon Johnson y le pidió que la NASA le permitiera manejar la investigación del accidente. Se comprometió a ser veraz en la evaluación y determinar las responsabilidades y se comprometió a asignar a sí mismo, y la gestión de la NASA, según corresponda."
Seamans estableció la Junta de Revisión del Apolo 1, presidida por el director del Centro de Investigaciones Langley, Floyd L. Thompson, la cual incluía al astronauta Frank Borman, el diseñador de naves espaciales Maxime Faget y seis personas adicionales. El 1° de febrero, el profesor de la Universidad Cornell, Frank A. Long dejó la junta y fue reemplazado por el Dr. Robert W. Van Dolah, del Buró de Minas. Al día siguiente, el ingeniero jefe de North American Aviation para el programa Apolo, George Jeffs, igualmente renunció.
Seamans inmediatamente ordenó que todo el hardware y software del Apolo 1 fuera confiscado, a fin de ser revisado solo bajo control de la junta. Después de la minuciosa documentación estéreo-fotográfica del interior del CM-012, la junta ordenó su desmontaje utilizando procedimientos probados para desmontar a la idéntica nave CM-014 y llevó a cabo una investigación exhaustiva de todas las partes. La junta también examinó los resultados de la autopsia de los astronautas y entrevistó a los testigos del siniestro. Seamans envió a Webb informes semanales del progreso de la investigación, y la junta emitió su informe final el 5 de abril de 1967.
Según la Junta, Grissom sufrió graves quemaduras de tercer grado en más de un tercio de su cuerpo y su traje espacial fue destruido en su mayoría. White sufrió quemaduras de tercer grado en casi la mitad de su cuerpo y una cuarta parte de su traje espacial se había derretido. Chaffee sufrió quemaduras de tercer grado en casi una cuarta parte de su cuerpo y una pequeña porción de su traje espacial resultó dañado. El informe de la autopsia confirmó que la causa principal de muerte para los tres astronautas fue un paro cardíaco causado por las altas concentraciones de monóxido de carbono. No se creyó que las quemaduras sufridas por la tripulación fueran los principales factores de los decesos, y se concluyó que la mayoría de ellas se habían producido después de la muerte. La asfixia sucedió después de que el fuego fundiera los trajes de los astronautas y los tubos de oxígeno, exponiéndolos a la atmósfera letal de la cabina.
La junta de revisión identificó cinco factores principales que se combinaron para causar el fuego y la muerte de los astronautas
- Una fuente de ignición más probablemente relacionada con "cableado vulnerable para poder manejar el flujo eléctrico de la nave espacial" y "fontanería y tuberías vulnerables para manejar un refrigerante inflamable y corrosivo".
- Una atmósfera de oxígeno puro a una presión más alta que la presión atmosférica.
- Una amplia distribución de materiales altamente inflamables en la cabina.
- Una cabina sellada con una tapa de escotilla que no pudo ser eliminada rápidamente debido a la alta presión.
- Preparación inadecuada de emergencia (salvamento y de asistencia médica, y procedimientos de escape de la tripulación).

### Fuente de ignición
La junta de revisión determinó que la energía eléctrica falló momentáneamente a las 23:30:55 GMT, y se encontró evidencia de varios arcos eléctricos en el equipo interno. Sin embargo, no fueron capaces de identificar de manera concluyente una sola fuente de ignición. Se determinó que lo más probable es que el incendio comenzó cerca del suelo, en la parte inferior izquierda de la cabina, cerca de la unidad de control ambiental. Se extendió desde la pared izquierda de la cabina a la derecha, afectado el suelo de la misma solo brevemente.
La Junta de revisión notó que el alambre de cobre plateado que se extendía a través de la unidad de control del medio ambiente (ECS), cerca del asiento central del módulo había sido despojado de su aislamiento de teflón y erosionado a consecuencia del cierre y apertura repetidamente de una pequeña puerta de acceso. Este punto débil en el cableado mencionado también se extendió cerca de una conexión de una línea de etilenglicol / enfriado por agua que había sido propenso a las fugas. La electrólisis de la solución de etilenglicol con el ánodo de plata fue descubierta en el MSC el 29 de mayo de 1967 y considerada un peligro capaz de causar una reacción exotérmica violenta, encendiendo la mezcla de etilenglicol en atmósfera de oxígeno puro del módulo de mando. Los experimentos en el Instituto de Tecnología de Illinois confirmaron que existía peligro para los alambres chapados en plata, y no sólo para alambres de cobre o cobre niquelado. En julio, ASPO se dirigió a North American Aviation y a Grumman Aircraft para asegurar que no existieran plata o contactos eléctricos recubiertos de plata en las proximidades de posibles derrames de glicol en la nave espacial Apolo.

### Atmósfera de oxígeno puro

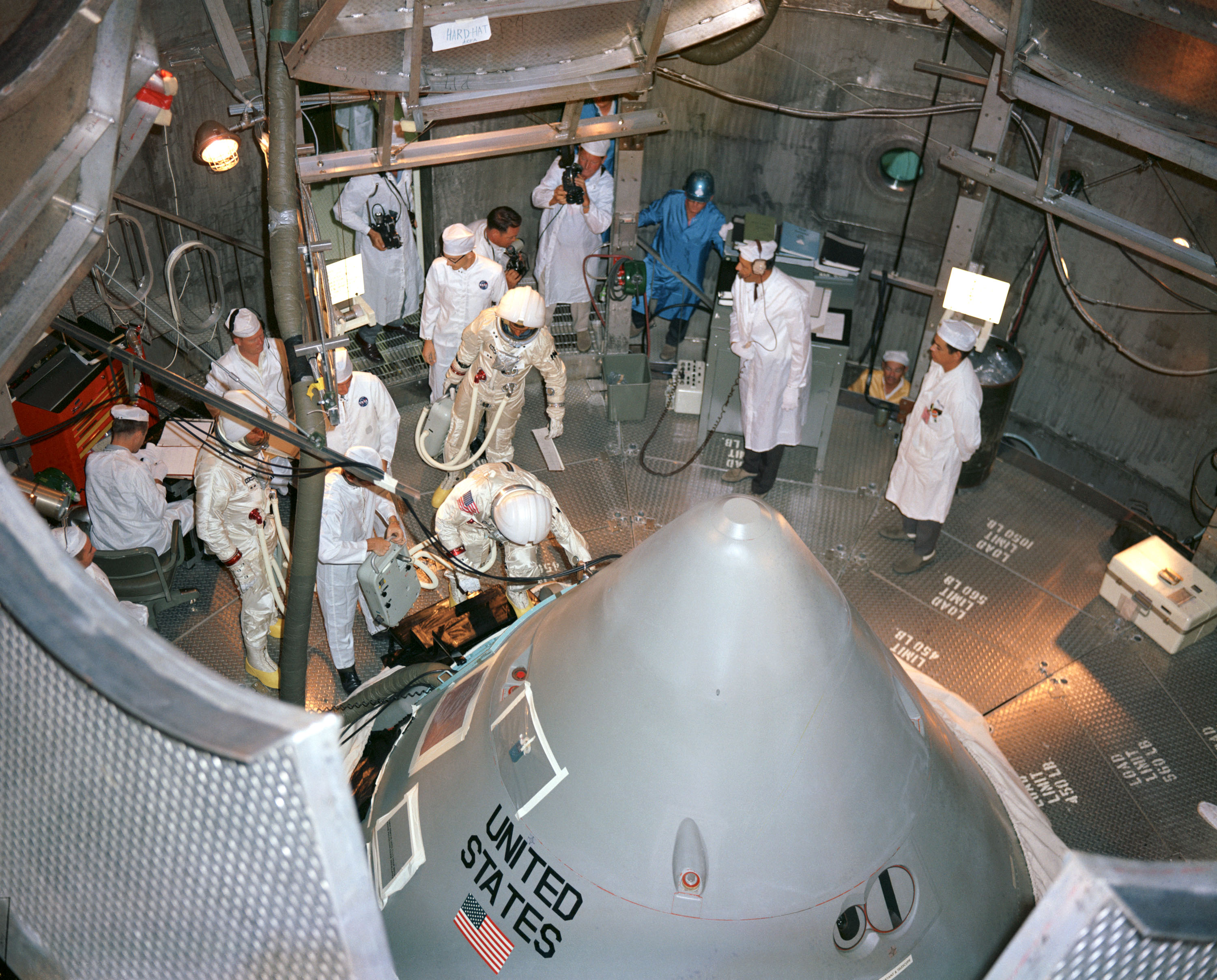
Los miembros de la tripulación del Apolo 1 entran en su nave espacial en la cámara de altitud para una prueba en el Centro espacial John F. Kennedy, el 18 de octubre de 1966.

La prueba “desconectada” había sido ejecutada para simular el procedimiento de puesta en marcha, con la cabina presurizada con oxígeno puro en el nivel de emisión nominal de 16.7 psi (115 kPa), 2 psi (14 kPa) por encima de la presión atmosférica al nivel del mar estándar. Esto es más de cinco veces el 3 psi (21 kPa) la presión parcial de oxígeno en la atmósfera, y proporciona un entorno en el que los materiales que no se consideren altamente inflamables en condiciones normales, estallen bajo esas circunstancias.
La atmósfera de oxígeno a alta presión fue consistente con la utilizada en los programas Mercury y Gemini. La presión antes del lanzamiento fue deliberadamente superior a la temperatura con el fin de expulsar el aire que contiene nitrógeno y reemplazarlo con oxígeno puro y también para sellar la cubierta de enchufe (plug door) de la escotilla. Durante el lanzamiento, la presión se reduce gradualmente hasta el nivel en vuelo de 5 psi (34 kPa), que proporciona suficiente oxígeno para permitir a los astronautas respirar mientras se reduce el riesgo de incendio. La tripulación del Apolo 1 había probado este procedimiento con su nave especial en el edificio de operaciones y revisiones (Operations and Checkout Building) en la cámara de altitud (cámara de vacío) el 18 y 19 de octubre de 1966, y el equipo de seguridad de Schirra, Eisele y Cunningham la había repetido el 30 de diciembre. La Junta de investigación observó que, durante estas pruebas, el módulo de mando había sido totalmente presurizado con oxígeno puro cuatro veces, para un total de seis horas y quince minutos, dos horas y media más de lo que había sido durante la prueba “desconectada”.
En el diseño de la nave espacial Mercury, la NASA había considerado el uso de una mezcla de nitrógeno/oxígeno para reducir el riesgo de incendio al aproximarse el lanzamiento, pero la rechazó basándose en dos consideraciones: En primer lugar, el nitrógeno que se utiliza para la reducción de la presión durante el vuelo lleva a un claro riesgo de la llamada enfermedad de descompresión (conocida como "enfermedad del buzo"). Pero la decisión de eliminar el uso de cualquier gas de oxígeno se cristalizó cuando un grave accidente ocurrido el 21 de abril de 1960, en la que el piloto de pruebas McDonnell Aircraft G.B. North perdió el conocimiento y fue gravemente herido cuando realizaba una prueba de un sistema de atmósfera de la cabina / traje espacial Mercury en una cámara de vacío. El problema fue identificado como una fuga rica en nitrógeno (pobre en oxígeno) de la cabina hacia la alimentación de su traje espacial. North American Aviation había sugerido el uso de una mezcla de oxígeno/nitrógeno para la nave Apolo, pero la NASA revocaría esto. El diseño de oxígeno puro también llevó el beneficio de ahorro de peso, mediante la eliminación de la necesidad de tanques de nitrógeno.
En su monografía Project Apollo: The Tough Decisions ("Programa Apolo: las decisiones difíciles"), el sub administrador Seamans escribió que el peor error individual en criterios de ingeniería de la NASA fue el de no realizar una prueba de fuego en el módulo de mando antes de la prueba “desconectada”. En el primer episodio de la serie documental de la BBC 2009: “La NASA: El triunfo y la tragedia”, Jim McDivitt dijo que la NASA no tenía idea de cómo una atmósfera de oxígeno 100% influiría en la explosión. Observaciones similares por parte de otros astronautas se expresaron en la película documental de 2007 "En la sombra de la Luna".

#### Otros incendios de oxígeno
Varios incendios en entornos de oxígeno a alta presión se habían producido antes del incendio de Apolo 1. Por ejemplo, en 1962, el coronel de la USAF (Fuerza Aérea de EE. UU.) B. Dean Smith estaba llevando a cabo una prueba del traje espacial Gemini con un colega en una cámara de oxígeno puro en la base aérea Brooks en San Antonio, Texas, cuando se produjo un incendio que provocó la destrucción de la cámara. Smith y su compañero escaparon por poco.
Otras incidencias de accidentes incendios en entornos de oxígeno a alta presión se documentan en ciertos informes estadounidense archivados en el Museo Nacional del Aire y del Espacio,, tales como:
- Selección de Atmósferas cabina Espacio. Parte II: Fuego y Explosión Hazards [sic] en Cabañas Espaciales. (Emanuel M. Roth, Departamento de Medicina Aeronáutica y Bioastronáutica, Fundación Lovelace para la Educación Médica e Investigaciones c.1964-1966..)
- "Prevención de Incendios en naves espaciales tripuladas y atmósferas de oxígeno cámara de pruebas." (Documento de MSC. NASA General de Trabajo 10 063. 10 de octubre de 1966)

El 28 de enero de 1986, la Unión Soviética reveló que el cosmonauta Valentin Bondarenko murió después de un incendio en una cámara de aislamiento de alta presión de oxígeno, el 23 de marzo de 1961, menos de tres semanas antes del primer vuelo espacial tripulado Vostok (Vostok 1-Gagarin).

### Materiales inflamables en la cabina
La Junta de investigación citó "muchos tipos y clases de material combustible" cerca de las fuentes de ignición. El departamento de sistemas de tripulaciones de la NASA había instalado 34 pies cuadrados (3,2 m²) de velcro a lo largo de la nave espacial, casi como una alfombra. Se encontró que este velcro podía ser inflamable en un ambiente de oxígeno a alta presión de 100%. Hasta 70 libras de otros materiales inflamables no metálicos también había en el diseño de la nave.
Buzz Aldrin declara en su libro “Men from Earth” ("Hombres De Tierra") que el material inflamable había sido retirado el 19 de agosto debido a quejas de la tripulación y a la orden de Joseph Shea, pero fue reemplazado antes de la entrega de la nave en agosto 26 a Cabo Kennedy.

### Diseño de la escotilla
La tapa de la escotilla interior utilizó un diseño de la puerta enchufe (plug door), sellada por una mayor presión en el interior de la cabina que en el exterior. El nivel de presión normal utilizado para el lanzamiento (2 psi (140 hPa) encima de la presión atmosférica ambiental) creó la fuerza suficiente para evitar la eliminación de la cubierta hasta que se ventiló el exceso de presión. El procedimiento de emergencia exigía que Grissom abriera la válvula de ventilación de la cabina primero, permitiendo a White retirar la cubierta, pero Grissom fue impedido de hacerlo porque la válvula se encontraba a la izquierda, detrás de la pared inicial de las llamas. También, mientras que el sistema podría fácilmente ventilar la presión normal, su capacidad de flujo fue totalmente incapaz de manejar el rápido aumento de la presión a 29 psi (2000 hPa) absoluta causada por el intenso calor del fuego.
North American Aviation había sugerido originalmente que la escotilla se abriera hacia el exterior y utilizar pernos explosivos para hacer estallar la escotilla en caso de emergencia, como se había hecho en el programa Mercury. La NASA no estuvo de acuerdo, argumentando que la escotilla accidentalmente se podía abrir, como lo había hecho en el Mercury Redstone 4 “Liberty Bell 7”, el primer vuelo de Grissom, por lo que la escotilla de apertura hacia adentro fue seleccionada al principio del diseño del Bloque I.
Antes del incendio, los astronautas del Apolo habían recomendado cambiar el diseño de la escotilla por una de apertura hacia el exterior, y esto ya había sido programado para su inclusión en el diseño del módulo de mando del Bloque II. Según el testimonio de Donald K. Slayton, antes de la investigación, esto se basa en la facilidad de salida para caminatas espaciales y para salir de la nave al final del vuelo, más que por una salida de emergencia.

### Preparación para emergencias
La Junta observó que los planificadores de la prueba no habían identificado la prueba como peligrosa: El equipamiento de emergencia (tales como máscaras de gas, extintores de incendios, etc.) eran insuficientes para manejar este tipo de fuego. Cuando se produjo el incendio el equipo de rescate y el equipo médico no estaban presentes. Las áreas de trabajo y acceso a la nave espacial estaban plagadas de obstáculos para una respuesta rápida a este tipo de emergencia: pasos, puertas correderas y curvas cerradas, a fin de llevar una acción rápida y eficiente.

## Consecuencias políticas

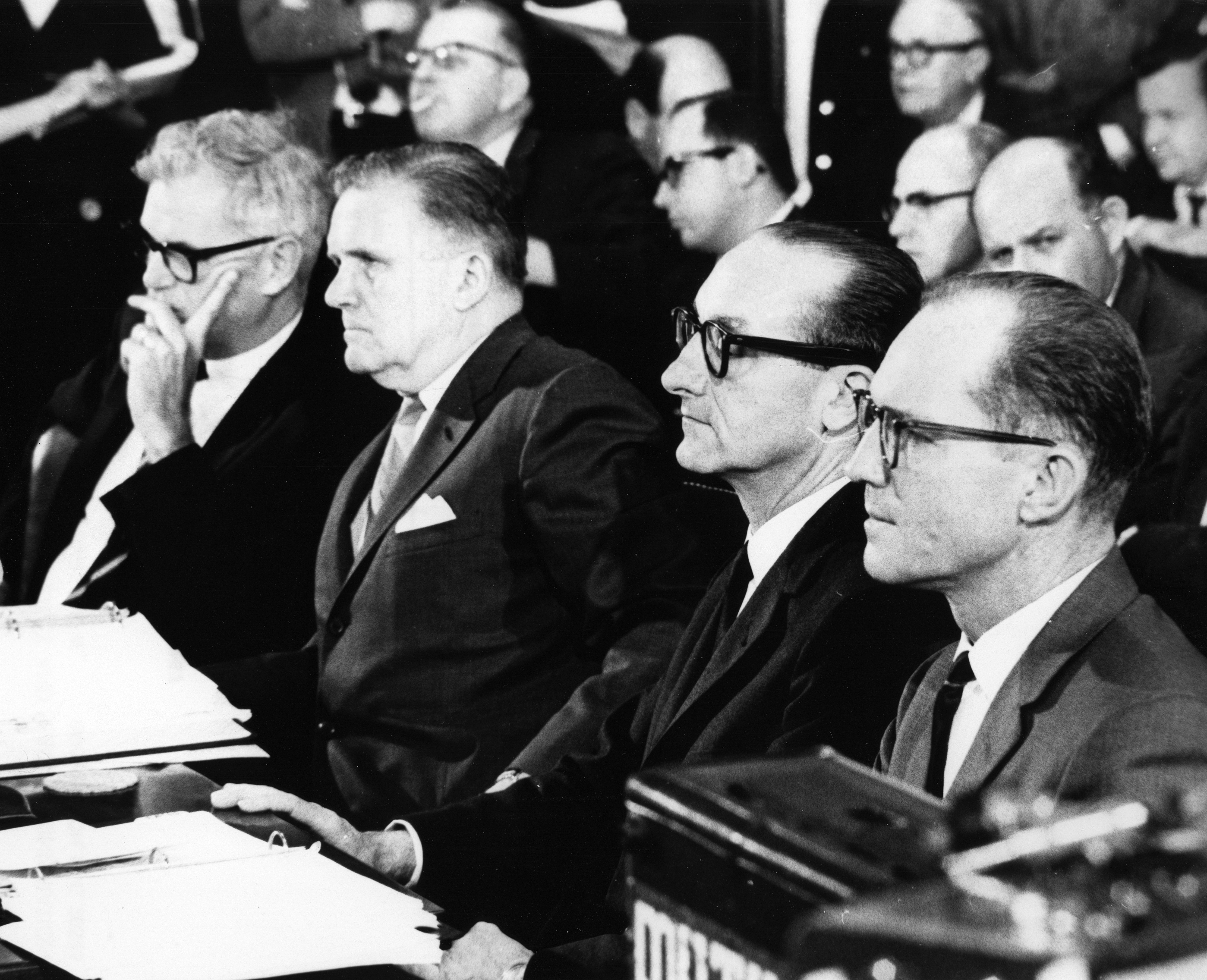
El Subadministrador Seamans, el Administrador Webb, el Administrador de vuelos espaciales tripulados George E. Mueller y el director del Programa Apolo Phillips testificando ante una audiencia del Senado sobre el accidente del Apolo 1.

Comités de ambas cámaras del Congreso de Estados Unidos con la supervisión del programa espacial pronto iniciaron investigaciones, incluyendo el Comité Senatorial de Aeronáutica y Ciencias del Espacio, presidido por el senador Clinton P. Anderson. Seamans, Webb, el administrador de vuelos espaciales tripulados Dr. George E. Mueller y el director general de división del programa Apolo, Samuel C. Phillips fueron llamados a declarar ante el comité del senador Anderson.
En la audiencia de 27 de febrero, el senador Walter F. Mondale preguntó a Webb si sabía de un "informe" de los problemas extraordinarios con el desempeño de North American Aviation en el contrato del Apolo. Webb respondió que no lo hizo, y aplazó a sus subordinados en el panel de testigos. Mueller y Phillips respondieron que ellos tampoco tenían conocimiento de tal "informe".
Sin embargo, a finales de 1965, poco más de un año antes del accidente, Phillips había dirigido un "equipo tigre" que investigó las causas de la calidad inadecuada, retrasos en el programa y los excesos de costo, tanto en el módulo de mando y servicio del Apolo y la segunda etapa del Saturno V (para la que North American Aviation era también contratista principal.) Phillips dio una presentación oral (con transparencias) de los resultados de su equipo a Mueller y Seamans, y también les presentó en un memorándum a presidente John L. Atwood, a la que Mueller añade su propia nota enérgica a Atwood.
Durante el interrogatorio de Mondale en 1967 sobre lo que sería conocido como "el Informe Phillips", Seamans temía que Mondale en realidad podría haber visto una copia de la presentación de Phillips, y respondió que los contratistas de vez en cuando han sido sometidos a inspecciones de progreso sobre el terreno; tal vez esto era lo que la información de Mondale se refería. Mondale continuó refiriéndose a "el Informe" a pesar de la negativa de Phillips para caracterizarlo como tal, y enojado por lo que percibía como el engaño y de cómo ocultaban los problemas importantes del programa de Webb al Congreso, puso en duda la selección de North American Aviation por parte de la NASA como contratista principal. Seamans escribió más tarde que Webb, lo increpó rotundamente en el viaje en taxi después de la audiencia, por ofrecer información voluntariamente que llevó a la divulgación de la nota de Phillips.
El 11 de mayo, Webb emitió un comunicado en defensa de la selección de North American Aviation por parte de la NASA como el contratista principal de Apolo en noviembre de 1961. A esto le siguió el 9 de junio por Seamans en presentar un memorándum de siete páginas que documenta el proceso de selección. Webb finalmente proporcionó una copia controlada del memo de Phillips al Congreso. El comité del Senado señala en su informe final, el testimonio de la NASA que "los resultados del informe [Phillips] el grupo de trabajo no tuvieron ningún efecto sobre el accidente, no condujo al accidente, y no estaban relacionados con el accidente", pero se señala en sus recomendaciones:
"A pesar de que en el juicio de la NASA el contratista más tarde hizo un progreso significativo en la superación de los problemas, el comité cree que debería haber sido informado de la situación. El comité no se opone a la posición del administrador de la NASA de que todos los detalles relacionados al Gobierno / contratista no se deben dar a conocer al dominio público. Sin embargo, esa posición de ninguna manera puede ser utilizada como un argumento para no traer esta u otras situaciones graves a la atención de la comisión".
Los senadores Freshman, los senadores Edward W. Brooke III y Charles H. Percy escribieron conjuntamente una sección Vistas adicionales anexadas al informe de la comisión, castigando a la NASA con más fuerza que Anderson por no haber revelado la opinión de Phillips al Congreso. Mondale escribió su propia y aún más enérgica Vista adicional, acusando a la NASA de "evasivas, ... falta de franqueza, ... condescendiente actitud hacia el Congreso, ... negativa a responder plena y abiertamente a las preguntas legítimas del Congreso y .. . solícita preocupación por las sensibilidades corporativas en un momento de tragedia nacional ".
La potencial amenaza política sobre el Apolo voló encima, debido en gran parte al apoyo del presidente Lyndon B. Johnson, quien en ese momento todavía ejercía cierta influencia en el Congreso de su propia experiencia senatorial. Él era un firme partidario de la NASA desde su creación, aunque había recomendado el programa Lunar para el presidente John F. Kennedy en 1961, y era experto en retratarse como parte del legado de Kennedy.
Las relaciones entre la NASA y América del Norte se deterioraron por la asignación de culpas. North American argumentó sin éxito que no era responsable del error fatal en el diseño de la atmósfera de la nave espacial. Finalmente, Webb se puso en contacto con Atwood y exigió que él o el ingeniero jefe Harrison A. Storms renunciaran. Atwood eligió despedir a Storms.
Por el lado de la NASA, Joseph Shea se convirtió en no apto para el servicio en las consecuencias y fue destituido de su cargo, aunque no despedido.

## Recuperación del Programa
Gene Kranz convocó a una reunión de su personal en el control de misiones tres días después del accidente, y les dio un discurso que se ha convertido posteriormente uno de los principios de la NASA. Hablando de los errores y la actitud general que rodeaba el programa Apolo antes del accidente, declaró: "Estábamos demasiado 'entusiastas' sobre el horario y nos bloquearon todos los problemas que vimos cada día en nuestro trabajo. Cada elemento del programa estaba en problemas y así éramos nosotros ". Recordó al equipo los peligros y la crueldad de su esfuerzo, y declaró el nuevo requisito de que todos los miembros de todos los equipos del control de la misiones serían "duros y competentes", lo que requiere nada menos que la perfección en todos los programas de la NASA. Treinta y seis años más tarde, tras el desastre del transbordador espacial Columbia, el entonces administrador de la NASA Sean O'Keefe citó el discurso de Kranz, adoptando, en principio, para honrar a los tripulantes del Apolo 1 de y los astronautas del Columbia.

### Módulo de mando rediseñado
Después del incendio, el programa Apolo fue puesto en tierra para su revisión y rediseño. El módulo de mando se encontró que era extremadamente peligroso y en algunos casos, ensamblado sin cuidado (por ejemplo, una llave de tubo fuera de lugar se encontró en la cabina).
Se decidió que la nave restante del Bloque I se utilizaría únicamente para vuelos de prueba no tripulados del cohete Saturno V. Todas las misiones tripuladas usarían la nave espacial Bloque II, a la que se hicieron muchos cambios en el diseño del módulo de mando:
- La atmósfera de la cabina en el lanzamiento fue cambiado a 60 % de oxígeno y 40 % de nitrógeno a presión del nivel del mar: 14,7 psi (1.010 hPa). Durante el ascenso, la cabina se ventila rápidamente hasta 5 psi (340 hPa), liberando aproximadamente 2/3 del gas originalmente presente en el lanzamiento. El respirador entonces es cerrado y el sistema de control ambiental mantiene una presión de la cabina nominal de 5 psi (340 hPa) y así la nave espacial continuaría en el vacío. A continuación, la cabina se purgaba muy lentamente (con ventilación al espacio y sustituido simultáneamente con 100 % de oxígeno), para que la concentración de nitrógeno cayera asintóticamente a cero durante el día siguiente. Aunque el nuevo ambiente de la cabina de lanzamiento fue significativamente más seguro que el 100 % de oxígeno, todavía contenía casi tres veces la cantidad de oxígeno presente en el aire al nivel del mar ordinario (20,9 % de oxígeno). Esto era necesario para asegurar una presión parcial de oxígeno suficiente, cuando los astronautas se quitaran los cascos después de alcanzar la órbita. (60 % de 5 psi es 3 psi, en comparación con 20.9 % de 14.7 psi (1.010 hPa), o 3,07 psi (212 hPa) en el aire a nivel del mar).
- El ambiente dentro de los trajes de presión de los astronautas no fue cambiado. Debido a la rápida caída de la presión de la cabina (y traje) durante el ascenso, la enfermedad de descompresión era probable a menos que el nitrógeno hubiera sido purgado de los tejidos de los astronautas antes del lanzamiento. Seguirían respirando oxígeno puro, a partir de varias horas antes del lanzamiento, hasta que se quitaran los cascos en órbita. Evitar las "curvas" era para validar el riesgo residual de un fuego acelerado en oxígeno dentro de un traje.
- Nylon utilizado en el Bloque trajes I fue sustituido en el Bloque II para que se adapte con un paño Beta, una tela no inflamable, altamente resistente, un tejido de fibra de vidrio y recubierta con teflón.
- El Bloque II ya se había planeado para utilizar una escotilla completamente rediseñada que se abriera hacia el exterior, y podría ser abierta en menos de diez segundos. Las preocupaciones de la apertura accidental se trataron mediante el uso de un cartucho de nitrógeno a presión para accionar el mecanismo de liberación en caso de emergencia, en lugar de los pernos explosivos utilizados en el programa Mercury y el cual ocasionó el accidente de Grissom de volar la escotilla accidentalmente en su vuelo Mercury Redstone 4 (Liberty Bell) el 21 de julio de 1961.
- Los materiales inflamables en la cabina fueron sustituidos por versiones autoextinguibles.
- Fontanería y cableado estaban cubiertas con aislamiento de protección.
- Se corrigieron 1407 problemas de cableado.

Protocolos exhaustivos se implementaron para la documentación de la construcción y mantenimiento de naves espaciales.

### Nuevo esquema de nomenclatura de la misión
Las viudas de los astronautas pidieron que el Apolo 1 se reservara para el vuelo que sus maridos nunca hicieron, y el 24 de abril de 1967, el administrador Asociado para Vuelos Espaciales Tripulados, el Dr. George E. Mueller, anunció este cambio oficial: AS-204 se registraría como Apolo 1: "la primera misión tripulada de vuelo Apolo Saturno - falló en la prueba en tierra". Tres misiones no tripuladas Apolo (AS-201, AS-202 y AS-203) se habían producido con anterioridad, la próxima misión, el primer vuelo tripulado de prueba Saturno V (AS-501) serían designados Apolo 4, con todos los vuelos posteriores contados secuencialmente en el orden volado. Los tres primeros vuelos no se numeraron y los nombres de Apolo 2 y Apolo 3 irían sin usar.
El hiato permitido al trabajo del vuelo tripulado a ponerse al día en el Saturno V y el módulo lunar, que fueron encontrando sus propias demoras. El Apolo 4 voló en noviembre de 1967. Saturno IB (cohete del Apolo 1) (AS-204) fue bajado del Complejo de Lanzamiento 34, después vuelto a montar en el complejo de lanzamiento 37B y se utilizó para lanzar Apolo 5, un vuelo de prueba no tripulado orbital de Tierra del Módulo Lunar -1 en enero de 1968. Un segundo Saturno V no tripulado, AS-502, voló como Apolo 6 en abril de 1968, y la tripulación de reserva de Grissom: Wally Schirra, Don Eisele y Walter Cunningham, finalmente voló la misión de prueba orbital como Apolo 7 (AS-205), en un bloque II CSM en octubre de 1968.

## Monumento conmemorativo

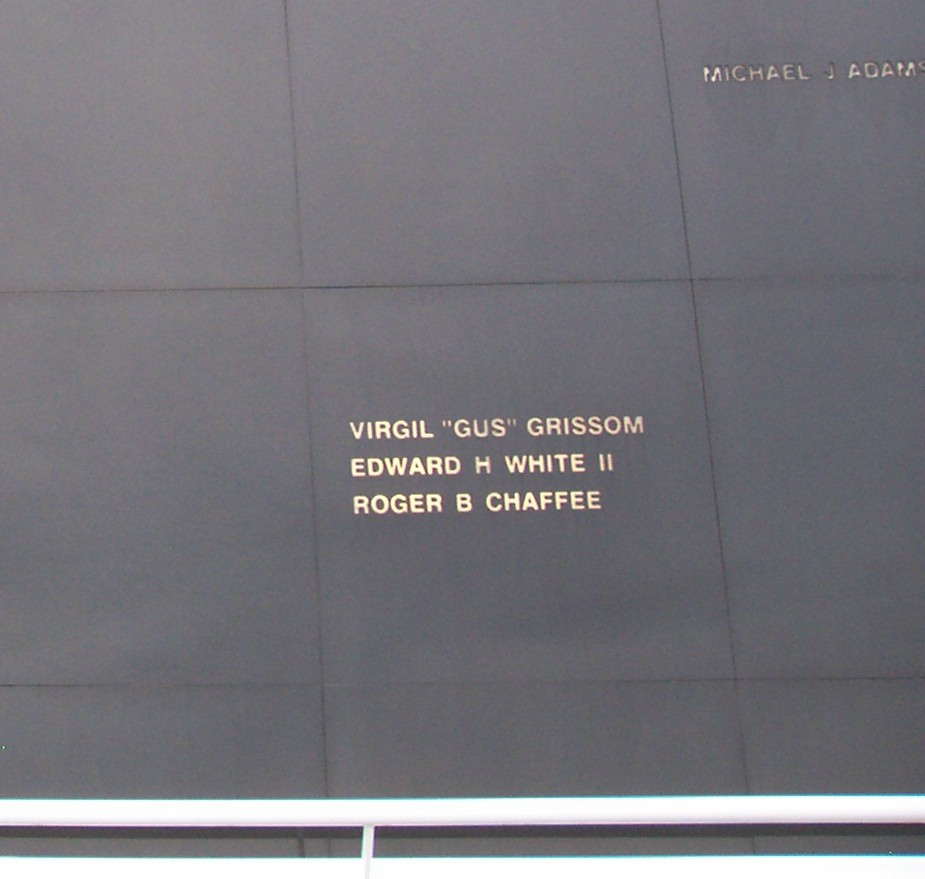
Los nombres de los tres astronautas en el Espejo Espacial en el Centro Espacial Kennedy.

Gus Grissom y Roger Chaffee fueron enterrados en el Cementerio Nacional de Arlington. Ed White fue enterrado en el cementerio de West Point en los terrenos de la Academia Militar de Estados Unidos en West Point, Nueva York.
Sus nombres se encuentran entre los de varios astronautas y cosmonautas que han muerto en el cumplimiento del deber se encuentran en el Espejo del Memorial del Espacio en el Complejo de Visitantes del Centro Espacial Kennedy en Merritt Island, Florida.
Un parche de la misión Apolo 1 se quedó en la superficie de la Luna después del primer alunizaje tripulado, dejado allí por los miembros de la tripulación del Apolo 11 Neil Armstrong y Buzz Aldrin.
La misión Apolo 15 dejó en la superficie de la Luna una pequeña estatua conmemorativa, "El Astronauta Caído", junto con una placa que contiene los nombres de los astronautas de Apolo 1, entre otros, incluyendo los cosmonautas soviéticos que perecieron durante los vuelos espaciales tripulados.

### Complejo de Lanzamiento 34
Después del incendio de Apolo 1, el complejo de Lanzamiento 34 fue posteriormente utilizado solamente para el lanzamiento de Apolo 7 y posteriormente desmantelado hasta el pedestal de lanzamiento de hormigón, que se mantiene en el sitio (28 ° 31'19 "N 80 ° 33'41" O / 28.52182, -80.561258), junto con algunos otros de hormigón y estructuras de acero reforzado. El pedestal tiene dos placas conmemorativas de la tripulación. Cada año a las familias de la tripulación del Apolo 1 se les invita al sitio para actos en su memoria, y el Centro Espacial Kennedy Centro de Visitantes incluye el sitio en su recorrido por los lugares históricos de lanzamiento en Cabo Cañaveral.
En enero de 2005, tres bancos de granito, construidos por un compañero de universidad de uno de los astronautas, se instalaron en el lugar en el extremo sur de la plataforma de lanzamiento. Cada uno lleva el nombre de uno de los astronautas y su insignia el servicio militar.
|                                                                                           |  |                                                                          |                                                                        |                                                                               |
| Pedestal de lanzamiento, con placa de dedicación en la parte posterior del pilar derecho. |  | Placa de dedicación adjunta al pedestal de la plataforma de lanzamiento. | Placa conmemorativa unida al pedestal de la plataforma de lanzamiento. | Bancos de granito conmemorativos en el borde de la plataforma de lanzamiento. |

### Estrellas, puntos de referencia en la Luna y Marte
- Los astronautas del Apolo frecuencuentemente alinean sus naves espaciales con las plataformas de navegación inercial y determinaron sus posiciones con respecto a la Tierra y la Luna para avistar grupos de estrellas con instrumentos ópticos. Como una broma, la tripulación del Apolo 1 nombraron tres de las estrellas del catálogo de Apolo de sí mismos y les introduce en la documentación de la NASA. Gamma Cassiopeiae convirtió Navi - Ivan (el segundo nombre de Gus Grissom) deletreado al revés. Talitha Borealis convirtió Dnoces - "Segundo" escrito al revés, por Edward H. White II. Y Gamma Velorum convirtió Regor - Roger (Chaffee) deletreado al revés. Estos nombres atrapados rápidamente después del accidente de Apolo 1 y fueron utilizados regularmente por posteriores tripulaciones del Apolo.[49]
- Los cráteres de la Luna y las colinas de Marte llevan el nombre de los tres astronautas de Apolo 1.

### Cívico y otros monumentos
|  | - Grissom Air Force Base, (Base de la Fuerza Aérea Grissom) anteriormente Bunker Hill Air Force Base (Base de la Fuerza Aérea Bunker Hill), sede del Comando Aéreo Estratégico (SAC) B-58 y una base de los aviones KC-135 65 millas (104,6 km) al norte de Indianápolis) en el estado de donde era originario Grimmson, Indiana. Fue renombrado por Grissom el 12 de mayo de 1968. Tras su traslado BRAC dirigida a la Reserva de la Fuerza Aérea en 1994 como una base de KC-135, pasó a llamarse Reserva de la Base Aérea Grissom - Grissom Hall, residencia de estudiantes en el Instituto de Tecnología de Florida. - Tres escuelas públicas en Huntsville, Alabama (sede del Centro de Vuelos Espaciales Marshall y del Centro de Asteroides y del Espacio de los Estados Unidos: Virgil I. Grissom High School, Ed White Middle School, y la Escuela Elemental Chaffee - Escuela primaria Virgil Grissom en Princeton, Iowa, y la Edward White Elementary School en Eldridge, Iowa, ambas parte de la llamada Comunidad Escolar del Distrito North Scott (North Scott Community School District), además de otras tres escuelas elementales nombradas en honor de los astronautas Neil Armstrong, John Glenn, y Alan Shepard - Escuela Secundaria Edward H. White en su pueblo de origen, San Antonio, Texas - Escuela Preparatoria Edward H. White en Jacksonville, Florida - Escuela primaria Edward H. White II, El Lago, Texas - Centro Juvenil Edward H. White, Seabrook, Texas - Escuela primaria Virgil Grissom en Old Bridge, NJ - Escuela primaria Virgil Grissom en Tulsa, Oklahoma - Escuela primaria Roger B. Chaffee en la antigua estación aérea naval de Bermuda (cerrada). - Escuela Secundaria Virgil I. Grissom en Sterling Heights, Míchigan, parte de Warren Consolidated Schools - Escuela Secundaria Virgil I. Grissom en Mishawaka, Indiana, parte de Penn-Harris-Madison School Corporation - Un memorial para Grissom en Spring Mill State Park, cerca de su lugar de origen Mitchell, Indiana. En Mitchell en sí es de la ciudad memorial de Gus Grissom. El auditorio de la Escuela Preparatoria Mitchell también se nombra en honor a él - Tres islas de perforación de petróleo por el hombre en el puerto de Long Beach, California, son nombradas Grissom, White and Chaffee. Una cuarta isla es nombrada Theodore Freeman, un piloto de pruebas de la USAF seleccionado como astronauta en 1963 muerto en un accidente pilotando un T-38 en la Base de la Fuerza Aérea Ellington Air Force Base - Un camino que antiguamente atravesaba el Aeropuerto Internacional Gerald R. Ford (GRR) en Grand Rapids, Míchigan, en la ciudad natal de Chaffee, fue nombrado "Roger B. Chaffee Memorial Boulevard" después de que el aeropuerto fuera trasladado más lejos de los límites de la ciudad. - EL planetario Roger B. Chaffee está localizado en el museo público Grand Rapids Public - El Fondo de Becas Roger Chaffee en Grand Rapids, Míchigan. Cada año en memoria de Chaffee, se honra a un estudiante que tiene la intención de seguir una carrera en ingeniería o las ciencias - White Hall y Grissom Hall en la antigua base de la fuerza aérea Chanute (cerrada 1993) en Rantoul, Illinois | - Los nombres de Grissom, White y Chaffee fueron usados para calles en Amherst, New York. Estos están conectados al "Niagara Falls Boulevard" y situado cerca de la planta, donde los aviones X fueron construidos en la década de 1940. Hay un museo dedicado a la obra de Bell en las ciencias aeronáuticas. Las carreteras conmemoran a White y Chaffee las cuales todavía están en existencia, sin embargo, un restaurante local compró toda la longitud de Grissom Drive, y le cambió el nombre en contra de las protestas de la ciudadanía local y el consejo de la ciudad.[cita requerida] - Tres parques adyacentes en Fullerton, California, son nombrados por Grissom, Chaffee y White. Los parques están localizados cerca del antigua Compañía de aeronaves Hughes para el desarrollo.Una subsidiaria de Hughes, "Hughes Space and Communications Company", componentes construidos para el programa Apolo - El identificador de tres letras del VOR ubicado en Reserva de la Base Aérea Grissom es GUS, apodo de Grissom. - Dos edificios en el campus de la Universidad de Purdue en West Lafayette, Indiana, llevan el nombre de Grissom y Chaffee (ambos exalumnos de Purdue). El Salón Grissom alberga la Escuela de Ingenieros Industriales (y fue la sede de la Escuela de Aeronáutica y Astronáutica antes de que se trasladara al nuevo Salón Neil Armstrong de Ingeniería). Chaffee Hall es el complejo de administración de Maurice J. Zucrow Laboratorios donde se estudian las ciencias termales y propulsión de cohetes - Grissom Parkway corre entre Cacao y Titusville, Florida, intersección White Drive y Chaffee Drive cerca del Departamento de Policía de Titusvillelle - La librería Virgil I. Grissom en Newport News, Virginia - EL puente Virgil I. Grissom a través del "Hampton River", en Rt 258 (Mercury Blvd, bautizado en honor del programa Mercury) en Hampton, Virginia, es uno de los seis puentes y un camino lleva el nombre de los siete astronautas originales del Mercury, que se formó en la zona. - El hospital Edward White en St. Petersburg, Florida - Tres árboles (uno para cada astronauta) se plantaron en terrenos de la NASA en el Centro Espacial Lyndon B. Johnson en Houston, Texas, no muy lejos del edificio del Saturno V, junto con los árboles para cada astronauta por los desastres del Challenger y Columbia. Los recorridos por el centro espacial se detienen brevemente cerca del bosque por un momento de silencio, y los árboles se pueden ver desde la cercana NASA Road 1 |

## Restos del CM-012
Los restos del módulo de mando Apolo 1 nunca han estado en exhibición pública. Después del accidente, la nave espacial fue retirada y trasladada al Centro Espacial Kennedy para facilitar el desmontaje de la junta de revisión con el fin de investigar la causa del incendio. Cuando la investigación había sido completada, la nave se trasladó al Centro de Investigación Langley de la NASA en Hampton, Virginia, y se colocó en un depósito de almacenamiento seguro.
El 17 de febrero de 2007, las partes de CM-012 se trasladaron en aproximadamente 90 cajas (27.432 m) a un almacén más nuevo, de ambiente controlado. Solamente unas semanas antes, el hermano de Gus Grissom, Lowell Grissom, sugirió públicamente que el CM-012 fuera enterrado permanentemente en los restos de hormigón de Complejo de Lanzamiento 34.

## Cultura popular
- El accidente de Apolo 1 se muestra brevemente en la escena inicial de la película de 1995 Apolo 13, dirigida por Ron Howard y protagonizada por Tom Hanks.
- El accidente del Apolo 1 se menciona brevemente al final de la película de 1983 Elegidos para la gloria, dirigida por Philip Kaufman, en la cual el actor Fred Ward encarna al astronauta Gus Grissom.
- El accidente del Apolo 1 y sus consecuencias son el tema del segundo episodio, titulado "Apolo One", de la miniserie de 1998 producida por HBO De la Tierra a la Luna, protagonizada por Mark Rolston como Gus Grissom, Chris Isaak como Ed White y Ben Marley como Roger Chaffee. El capítulo retrata la tragedia del incendio del Apolo 1 desde la perspectiva de su posterior investigación por la NASA y el Congreso de Estados Unidos. Sus efectos sobre las personas clave se muestran, incluyendo a Harrison Storms de la North American Aviation, Joseph Shea de la NASA, el astronauta Frank Borman, encargado de apoyar la investigación de la NASA, y las viudas de Gus Grissom, Ed White y Roger Chaffee.
- El accidente del Apolo 1 igualmente es mencionado en el capítulo número once, titulado "The Original Wives Club", de la serie The Astronaut Wives Club. En el episodio se muestra al programa Apolo desde el punto de vista de las nueve esposas del segundo grupo de astronautas ("Los nueve nuevos") a partir de 1962, las cargas que se les imponen, que incluyen el mantenimiento de un hogar mientras presentan una imagen positiva a los medios de comunicación; protegiendo a sus maridos de cualquier preocupación familiar que pueda afectar su posición en la rotación de vuelo o la capacidad de regresar a la Tierra de forma segura y consolándose mutuamente. El Apolo 1 también se menciona en los episodios 8 "Rendezvous" ("Cita orbital") y 9 "Abort".
- El pedestal de lanzamiento y una de las placas conmemorativas se muestran brevemente en escenas IMAX de la película de 1985 Cronos y en la película de 1998 Armageddon, protagonizada por Bruce Willis.
- El desastre del Apolo 1 inspiró la canción "Fire in the Cockpit", de la banda Public Service Broadcasting, incluida en su álbum "The Race for Space".
- La tragedia del Apolo 1 aparece en la película de 2018 First Man, dirigida por Damien Chazelle.